# 白い巨塔 (ラジオドラマ)
『白い巨塔』（しろいきょとう）は、山崎豊子の小説『白い巨塔』を原作に文化放送が1965年に製作したラジオドラマ。田宮二郎主演。1965年8月2日から1966年1月29日まで毎週月曜日から土曜日の11時10分から放送された。
田宮二郎が財前五郎を演じた初の作品である。放送後の1966年10月に映画版が公開されたこともあり、一種の宣伝の要素があったものと思われる。
ストーリーについては、白い巨塔#あらすじを参照。ただし、第二審審理開始から財前五郎の死までを扱った『続・白い巨塔』が発表される以前だったために、裁判の第一審と里見の辞職で終わっている。